# 2053 Nuki
2053 Nuki è un asteroide della fascia principale. Scoperto nel 1976, presenta un'orbita caratterizzata da un semiasse maggiore pari a 2,8046792 UA e da un'eccentricità di 0,1410882, inclinata di 8,49666° rispetto all'eclittica.
Denominato in onore di Nodari West, figlio dello scopritore, di soprannome Nuki.
Stanti i suoi parametri orbitali, è considerato un membro della famiglia Gefion di asteroidi.